# Sam Allardyce
Samuel "Sam" Allardyce (Dudley, Reino Unido, 19 de octubre de 1954) es un exfutbolista y entrenador inglés. Actualmente sin club.
Como jugador, Allardyce jugó más de 400 partidos para Bolton Wanderers, Sunderland, Millwall, Tampa Bay Rowdies, Coventry City, Huddersfield Town, Preston North End, West Bromwich Albion y Limerick. Como entrenador ha dirigido a Limerick, Blackpool y Notts County, antes de entrenar a Bolton Wanderers entre 1999 y 2007. Conocido comúnmente como Big Sam, llevó a Bolton a una final de la Copa de la Liga, además de clasificar al club a la Copa UEFA por primera vez en su historia.
Luego de entrenar a Newcastle United entre 2007 y 2008, Allardyce se hizo cargo del Blackburn Rovers entre 2008 hasta el 13 de diciembre de 2010. Su último equipo fue el West Ham United, siendo durante esa etapa el tercer entrenador que más años ha estado con su club en la Premier League, solo detrás de Arsène Wenger y Alan Pardew.
Algunos analistas han etiquetado a Allardyce como un entrenador que apuesta a la pelota larga, aunque ha cuestionado esta percepción como "total y absolutamente equivocada". Adopta un enfoque moderno centrado en la tecnología y las estadísticas para las tácticas y el entrenamiento, y ha sido elogiado por sus habilidades organizativas y de gestión de plantilla.

## Biografía

### Juventud y familia
Allardyce nació en 1954 en una casa comunitaria recientemente construida en Ash Green en el Old Park Farm Estate en Dudley, Worcestershire. Es el hijo de Robert Allardyce (1916–1989) y Mary Agnes Allardyce (1918–1991). Tiene un hermano mayor, Robert Jr., quien nació en 1951. Fue educado en la Escuela Primariat Sycamore Green y luego en la Secundaria Wren's Nest. Cuando era chico le gustaban los Wolverhampton Wanderers F.C. y soñaba con un día jugar y entrenar al equipo.

## Carrera

### Como jugador
Se unió a los Bolton Wanderers en 1973 como defensor y es más recordado por haber sido parte del equipo que ganó el título de la Segunda División en 1977-78 para asegurar su ascenso a la Primera División.
Allardyce fue fichado por Ken Knighton para jugar para Sunderland en 1980, equipo para el que jugó 25 partidos en la temporada 1980/81. También jugó para el Huddersfield Town, el Coventry City, el Millwall y el Preston North End, capitaneando a este último en su promoción a la tercera división en 1986/87.
Allardyce también jugó en los Estados Unidos para los Tampa Bay Rowdies de la North American Soccer League. El equipo compartía instalaciones con los Tampa Bay Buccaneers. Allardyce aplicó muchas prácticas del fútbol americano en el fútbol (en términos de entrenamiento, administración de jugadores y tácticas). Estas innovadoras ideas lo ayudaron a progresar en como entrenador de fútbol.

### Como entrenador

#### West Bromwich Albion
Sam Allardyce fue nombrado asistente (entrenador-jugador) del entrenador Brian Talbot en West Bromwich Albion en febrero de 1989—una situación irónica, ya que Allardyce es fanático de los Wolverhampton Wanderers, uno de los más grandes rivales de Albion. Como jugador, Allardyce solo jugó un partido para Albion en este periodo, ingresando como suplente contra el Newcastle United en noviembre de 1989. Su periodo en los Hawthorns duró dos años hasta que él y Talbot fueron despedidos luego de que el club descendió a la Tercera División por primera vez en su historia.

#### Limerick
Allardyce luego se hizo cargo del rol de entrenador-jugador del Limerick y guio al equipo de la Liga de Irlanda al ascenso al ganar la Primera División con un número de puntos de ventaja en 1991-92 en su única temporada en el club. Hizo su debut como jugador en la Liga de Irlanda el 6 de octubre de 1991.

#### Preston North End
Luego de su exitosa temporada en Irlanda, Allardyce regresó a Inglaterra y a Preston North End para el comienzo de la temporada 1992-93 para hacerse cargo del puesto de asistente técnico de Les Chapman, además de jugador. No obstante, luego de diez partidos, Chapman fue despedido y Allardyce recibió el cargo de entrenador interino. Su corto periodo como entrenador fue notable, consiguiendo una serie de buenas presentaciones y consiguiendo muy necesarios puntos en el camino. La junta directiva del club, sin embargo, consideró que la inexperiencia de Allardyce como entrenador sería un problema y optó en diciembre de 1992 por designar al experimentado John Beck, quien por su parte trajo a Gary Peters para que se convierta en su asistente. Allardyce continuó siendo asistente de Beck en Preston por 18 meses. En julio de 1994 Blackpool, el principal rival de Preston, le ofreció el puesto de entrenador luego de que despidieran a Billy Ayre, y Allardyce aceptó sin titubeos.
Allardyce jugó su último partido para Preston en 1992, terminando así una carrera como jugador de 20 años.

#### Blackpool
Cuando Allardyce estuvo en Bloomfield Road, en la temporada 1995-96, Blackpool gozó de su temporada más exitosa en años; no obstante, fue despedido por el presidente Owen Oyston cuando desde su celda en prisión el 29 de mayo de 1996, al final de la temporada, luego de que el equipo no lograse el ascenso a la División Uno. Blackpool terminó tercero, perdiéndose el ascenso directo en el último día de la temporada, y fueron derrotados en las semifinales de las repescas de promoción por el Bradford City luego de haber ganado 2–0 como visitante en Valley Parade, solo para perder 3-0 en su propia casa en el partido de vuelta. En partidos en las ligas británicas, Allardyce aún tiene el porcentaje de victorias más alto que cualquier otro entrenador del Blackpool con 44,57%.
Cinco años después de su despido, Allardyce dijo que aún no tenía idea por qué Blackpool lo había dejado ir. "Nos perdimos el ascenso por un punto", le dijo Allardyce al Daily Mail. "Aun así todo había sido hecho sobre casi nada, y durante los meses finales de la temporada, casi no vi a Owen Oyston. Pero siempre me aseguró, sin importar lo que pasara, que mi trabajo estaría seguro. Me presenté a esa reunión luego de que me dijeron que discutiríamos nuevas condiciones de mi contrato. En cambio, me dijero que me estaban despidiendo. Fue frío, calculado, premeditado, así. Me salí de allí con ₤10.000, sin trabajo, y desesperadamente preocupado de que mi reputación había sido dañada para siempre". Allardyce luego tuvo paso fugaz en el equipo técnico de Peter Reid en Sunderland A.F.C..

#### Notts County
En enero de 1997, Sam Allardyce regresó al fútbol como entrenador de un Notts County del Division Two que estaba teniendo problemas. Llegó muy tarde para salvarlos del descenso, pero lograron regresar a la división al primer intento en la temporada 1997-98 tras ganar el Division Three. Notts County rompió varios récords del club y nacionales, ganando el título con un margen de victoria de 19 puntos y convirtiéndose en el primer equipo en el periodo de la posguerra en conseguir el ascenso a mediados de marzo. Se mantuvo al mando en Meadow Lane hasta el 19 de octubre de 1999, cuando regresó a la dirección técnica de Bolton Wanderers.

#### Bolton Wanderers
Luego de que Allardyce se hiciera cargo del equipo, y pese a estar en la mitad baja de la tabla cuando asumió su puesto, Bolton llegó a los playoffs de ascenso del Division One en 1999/2000, perdiendo contra Ipswich Town, y llegó hasta las semifinales de la Copa de la Liga y la FA Cup.
Bolton tuvo incluso una mejor temporada 2000-01, llegando a la final de los playoffs en donde derrotaron a Preston North End 3–0 y aseguraron su ascenso a la Premier League luego de una ausencia de tres años. Allardyce dijo que planeaba retirarse del fútbol una vez expirado su contrato de diez años con Bolton Wanderers.
Bolton estuvo de puntero en forma momentánea en la Premier League luego de conseguir diez puntos en sus primeros cuatro partidos en la temporada 2001/02. No obstante, el equipo no era lo suficientemente fuerte para mantener el nivel y su seguridad en primera división no se aseguró sino hasta el penúltimo partido de la temporada. Continuaron con problemas en la temporada siguiente, salvándose del descenso por tan solo dos puntos y un puesto.
Luego de dos años en la parte baja de la tabla, Bolton mejoró sustancialmente, y se establecieron en la Premier League. En la temporada 2003/04, el equipo de Allardyce terminó octavo y llegó a la final de la Copa de la Liga de Inglaterra, perdiendo 2-1 ante el Middlesbrough.
En la temporada 2004/05, Allardyce llevó a su equipo al sexto lugar de la Premier League, clasificando así al Bolton a la Copa UEFA por primera vez en la historia del club tras terminar con igual cantidad de puntos que los ganadores de la UEFA Champions League de 2005, el Liverpool. En los primeros meses de la temporada 2005/06, Allardyce una vez más llevó a Bolton a los primeros puestos de la liga y también los llevó a la segunda ronda de la Copa UEFA. Bolton eventualmente termnaría octavo en esa temporada.
A principios de 2006 se confirmó que Sven-Göran Eriksson dejaría la selección de Inglaterra luego de la Copa Mundial de Fútbol de 2006, y como un técnico inglés exitoso, Allardyce fue uno de los principales candidatos para el puesto. Bolton confirmó que le dejarían hablar con la FA si ellos le ofrecieran el trabajo. No obstante, la FA nunca lo hizo, y el puesto de entrenador de Inglaterra eventualmente se lo dieron a Steve McClaren.
El 28 de abril de 2007 surgió especulación de que Allardyce dejaría el puesto de entrenador en Bolton al final de la temporada 2006/07, una situación que la junta directiva negó en un principio. No obstante, Bolton anunció al día siguiente que Allardyce dejaría el club después de ocho años de manera inmediata. Sammy Lee fue anunciado como su reemplazo al día siguiente.
Allardyce le dijo al Mail on Sunday el 12 de mayo de 2007 que una de sus razones para dejar a Bolton fue su deseo de ganar títulos. Allardyce dijo: «He sido elogiado por lo que he hecho, pero no hay nada más al final. Quiero títulos. Estoy decidido a conseguirlo antes de que mis días se acaben».
El 16 de junio de 2010, Allardyce recibió un doctorado honorario de la Universidad de Bolton, gracias a los cercanos lazos que ha mantenido con el pueblo.

#### Newcastle United

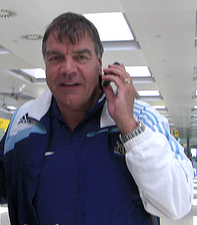
Allardyce durante su carrera como entrenador del Newcastle.

Luego de la renuncia de Glenn Roeder, el entrenador del Newcastle United, el 6 de mayo de 2007, Allardyce se volvió el principal candidato entre la prensa para ocupar su lugar, y se confirmó que Allardyce había tenido una reunión con el presidente del club Freddy Shepherd en Londres. El 15 de mayo de 2007 el Newcastle United anunció que Allardyce había firmado un contrato por tres años para entrenar al club. El 21 de mayo de 2007, Allardyce ya había dejado ir a seis jugadores del Newcastle antes de que comience la temporada 2007/08. Entre ellos estaban Olivier Bernard, Craig Moore, Oguchi Onyewu, Titus Bramble, Pavel Srníček y Antoine Sibierski.
Allardyce hizo su primer fichaje como entrenador del Newcastle United el 7 de junio de 2007, contratando al internacional Australiano Mark Viduka de sus rivales locales del Middlesbrough a través de una transferencia libre. Luego fichó al utilitario Alan Smith del Manchester United, a los defensores David Rozehnal del París Saint-Germain, Caçapa del Olympique de Lyon, Geremi del Chelsea, José Enrique del Villarreal CF y el mediocampista Joey Barton del Manchester City. Concluyó sus fichajes de verano comprando a último momento al defensor Abdoulaye Faye de su ex club Bolton.
Pese a juntar lo que parecía un equipo prometedor, y luego de que el equipo tuviera un buen comienzo de temporada, luego de una serie de decepcionantes resultados antes de Navidad, y luego de conseguir solo un punto de un total de seis de los coleros Wigan y Derby, hubo especulación de que el paso de Allardyce por Newcastle se podía ver amenazado, provocando protestas de los hinchas que lo veían poco popular por los malos resultados y el pobre estilo de juego.
El 9 de enero de 2008, Sam Allardyce dejó el Newcastle United tras un acuerdo mutuo con el club.

#### Blackburn Rovers

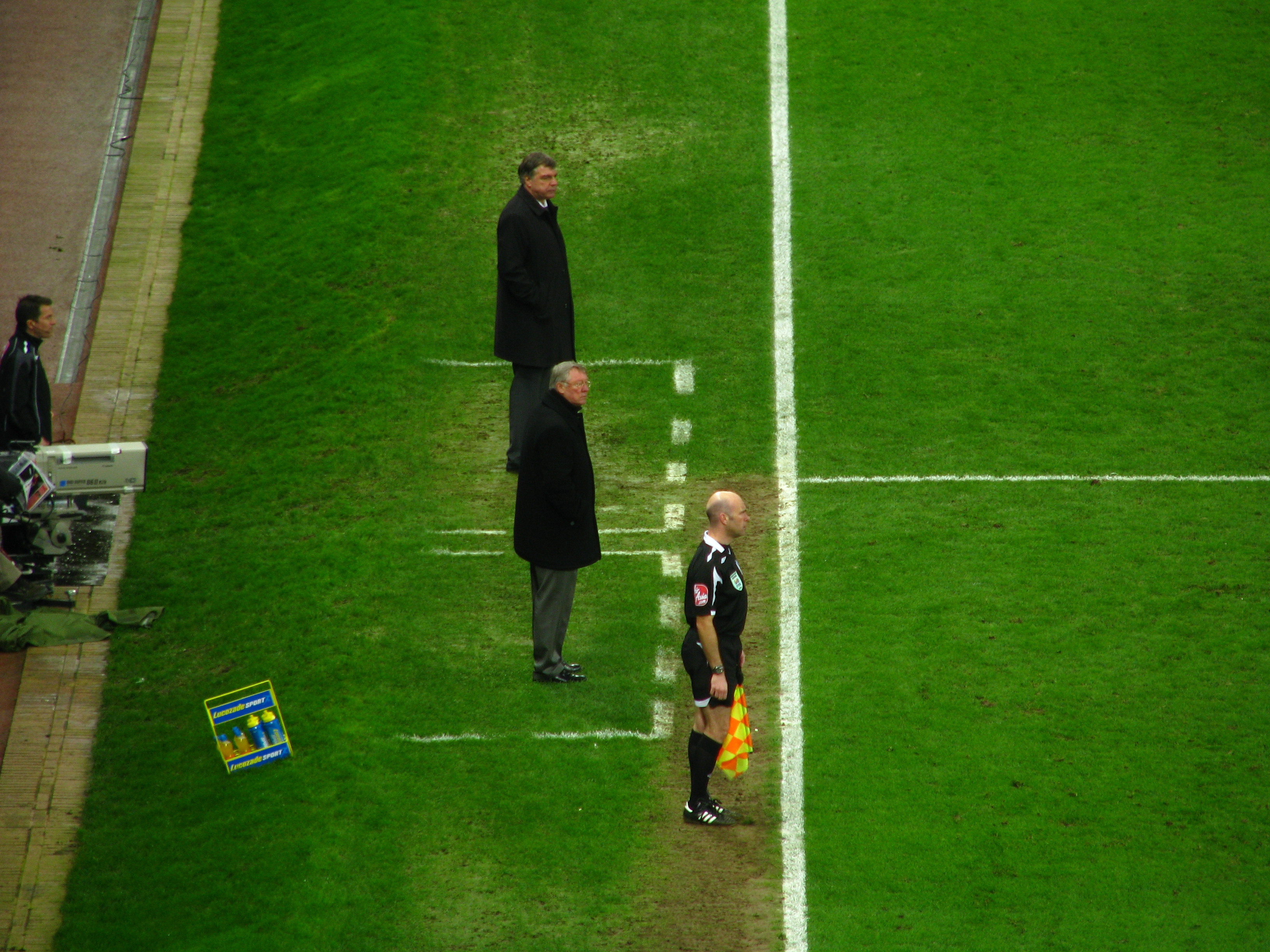
Allardyce (arriba) como entrenador del Blackburn Rovers en 2009

El 17 de diciembre de 2008, Allardyce fue nombrado entrenador del Blackburn Rovers con un contrato de tres años, reemplazando a Paul Ince, quien dejó el club en el puesto N°19 con solo tres victorias en 17 juegos. El primer juego de Allardyce a cargo fue una victoria por 3-0 sobre Stoke City en Ewood Park tres días después. Este fue el primer encuentro de una racha invicta de nueve partidos. Reforzó al equipo gastando £2 millones en el extremo del Sunderland El Hadji Diouf y contrató al defensor Gaël Givet cedido por el Marsella. Allardyce terminó su primera temporada a cargo con un empate 0-0 con West Bromwich Albion y una posición final de liga en el puesto N°15.
Blackburn se vio obligado a vender al delantero talismánico de Paraguay Roque Santa Cruz al Manchester City y al defensor Stephen Warnock al Aston Villa por £21,5 millones combinados para equilibrar las cuentas del club. A Allardyce se le permitió traer al mediocampista defensivo Steven N'Zonzi del Amiens por £500,000, al delantero internacional croata Nikola Kalinić del Hajduk Split por £6 millones y Pascal Chimbonda del Tottenham Hotspur por £2,5 millones. En la temporada 2009-10, Blackburn llegó a la semifinal de la Copa de la Liga contra el Aston Villa, pero cayó en los dos partidos. Blackburn permaneció en la mitad de la tabla durante la temporada y terminó en la posición N°10 con una victoria en el último día en Aston Villa.
El club se puso a la venta en el verano de 2010 y a Allardyce se le ofreció el trabajo de administrar Shabab Al-Ahli Dubai, pero no pudo obtener el permiso para dejar Blackburn sin pagar una compensación al club, por lo que permaneció a cargo en Ewood Park. Más tarde, fue despedido por los nuevos propietarios, Venky's, el 13 de diciembre de 2010, cuando los Rovers ocuparon el puesto N°13 en la liga.

#### West Ham United

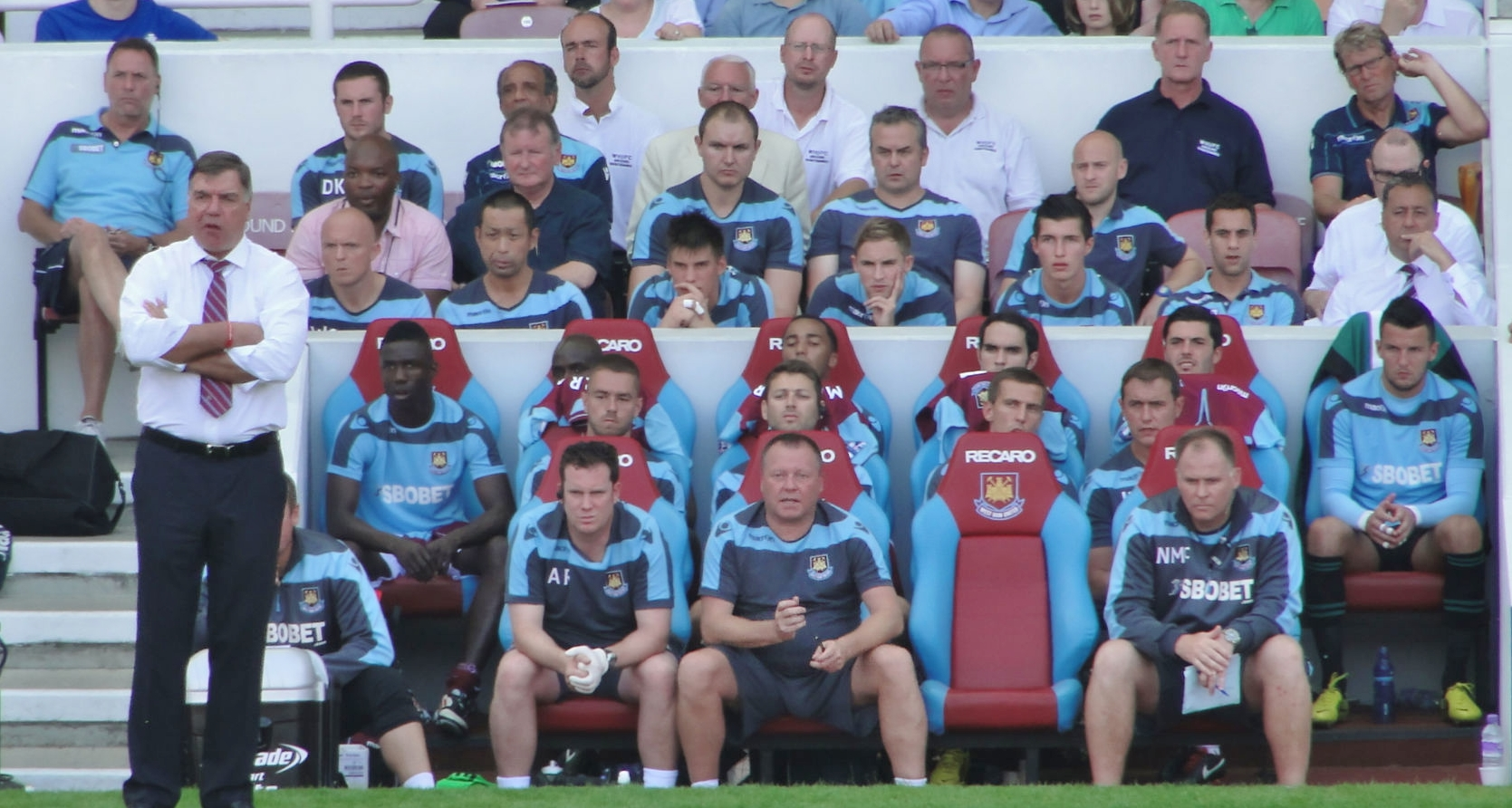
Allardyce en frente de la banca del West Ham United, agosto de 2012.

Allardyce fue nombrado entrenador del en ese entonces recientemente descendido West Ham United el 1 de junio de 2011, firmando un contrato de dos años. Allardyce prometió jugar un "fútbol atractivo" camino a llevar a West ham de vuelta a la Premier League, según las "tradiciones del club", y rechazó las acusaciones de que jugaba un fútbol aburrido y a pelotazos en sus clubes anteriores.
Fichó a Abdoulaye Faye, Kevin Nolan, Joey O'Brien y Matt Taylor.  Faye, Nolan y O'Brien había jugado bajo Allardyce en el Bolton Wanderers, mientras que Taylor era un jugador de Bolton que había llegado a dicho club luego de la partida de Allardyce. Su primer partido como entrenador fue una derrota ant el Cardiff City por un gol sobre el final del partido el 7 de agosto de 2011. El atacante John Carew fue el quinto fichaje de la temporada para el West Ham, llegando al equipo en una transferencia libre, seguido por el defensor George McCartney del Sunderland a préstamo por toda la temporada, el atacante Sam Baldock del MK Dons y el mediocampista Papa Bouba Diop como agente libre.  Concluyó sus traspasos de verano con la adquisición de los mediocampistas David Bentley del Tottenham Hotspur y Henri Lansbury del Arsenal en el día del cierre de pases,  ambos a préstamo por toda la temporada, además del polifuncional Guy Demel del Hamburgo, llegando así a doce fichajes. Nicky Maynard, Ricardo Vaz Tê y Ravel Morrison fueron traídos por Allardyce como fichajes de invierno.
En marzo de 2012, pese a estar en el tercer lugar del Championship, el estilo de juego de Allardyce fue cuestionado una vez más así como lo había sido en su anterior club, el Newcastle United. Los hinchas del West Ham pidieron que se juegue más sobre el terreno y no con pelotas aéreas. En mayo de 2012, el West Ham regresó a la Premier League luego de tan solo una temporada en el Championship después de ganar la final de la promoción de ascenso. Allardyce describió este ascenso como su mejor logro hasta la fecha.
Una ajetreada temporada de traspasos en 2012 vio a Allardyce traer a once jugadores, entre ellos Jussi Jääskeläinen, Mohamed Diamé, Modibo Maïga, James Collins, Alou Diarra, Matt Jarvis, Andy Carroll y Yossi Benayoun. El primer partido de Allardyce en la Premier League al mando de West Ham tuvo lugar el 18 de agosto de 2012, en una victoria 1–0 sobre el Aston Villa. Allardyce renovó su contrato con el West Ham el 11 de mayo de 2013 por dos años más, hasta el final de la temporada 2014-15. La renovación del contrato se dio cuando West Ham estaba en el puesto 10 de la Premier League, lugar en el que terminaron al final de la temporada.
Algunos analistas indicaron de que pese a la promesa de Allardyce de jugar fútbol atractivo, cuando regresó a la Premier League volvió a favorecer los pelotazos lo que combinado con sus tácticas defensivas le trajo críticas por parte de los hinchas, la prensa y otros entrenadores. Allardyce rechazó las acusaciones, indicando que West Ham era "más que un equipo de pelotazos". En enero de 2014, luego de un empate 0-0 frente en Stamford Bridge, el entrenador del Chelsea, José Mourinho comparó al fútbol del West Ham con el "fútbol del siglo XIX" diciendo "Esto no es la mejor liga del mundo, esto es fútbol del siglo XIX, [...] la única [otra] cosa que podría traer era una [herramienta] Black and Decker para destruir la pared". En abril de 2014, durante un partido como visitante contra el West Bromwich Albion, una sección hinchas del West Ham expresó su disgusto con el estilo de fútbol que el equipo estaba practicando bajo Allardyce mostrando una pancarta que decía "Fat Sam Out, killing WHU" (en español, "Fuera el Gordo Sam, matando al WHU").
El 25 de mayo de 2015, tras terminar la Premier League 2014-15 como 12.º clasificado, el club confirmó que no iba a renovar su contrato como técnico.

#### Sunderland

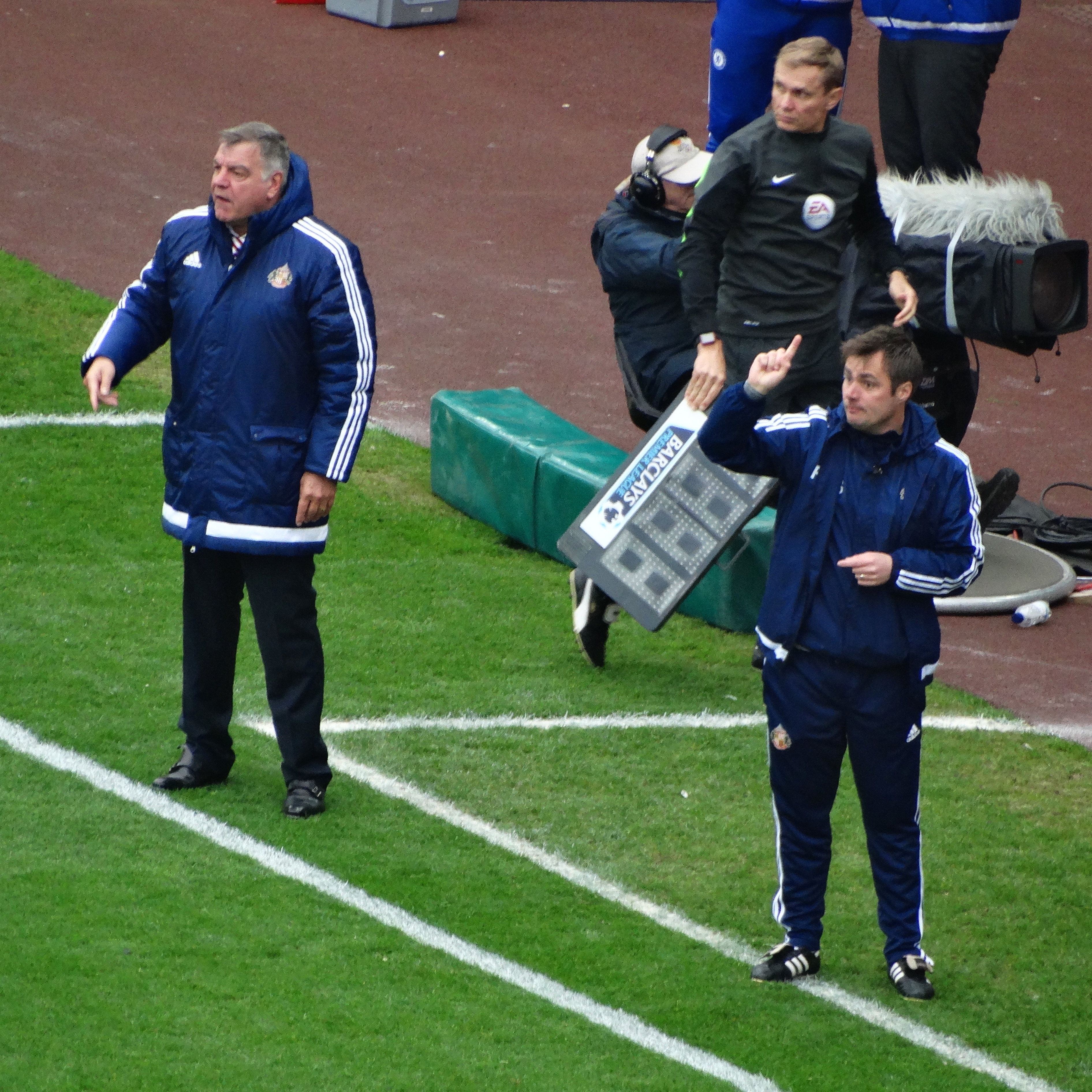
Allardyce (izquierda) a cargo del Sunderland en mayo de 2016

El 9 de octubre de 2015, Allardyce se convirtió en el nuevo entrenador del Sunderland, reemplazando a Dick Advocaat. Cuando se lo nombró, el club ocupaba el puesto N°19 en la tabla de la Premier League con tres puntos en sus primeros ocho partidos de la temporada. Al firmar un contrato de dos años, se convirtió en el primer entrenador en haber dirigido tanto al Newcastle United como al Sunderland. El 25 de octubre, en su segundo partido como entrenador, guio al Sunderland a una victoria por 3-0 contra sus rivales y su antiguo club, el Newcastle. Sin embargo, después de una racha de 5 derrotas seguidas en diciembre, Sunderland se dirigió a la segunda mitad de la temporada en la zona de descenso con solo 12 puntos en 19 encuentros.
En la ventana de fichajes de enero fichó a los centrales Lamine Koné y Jan Kirchhoff y al centrocampista ofensivo Wahbi Khazri. El 6 de febrero de 2016, Sunderland anotó dos goles tardíos para empatar 2-2 con el Liverpool en Anfield, después de haber perdido 2-0 con diez minutos para el final. Más tarde esa semana, el extremo Adam Johnson fue despedido por el club después de declararse culpable de un cargo de actividad sexual con un niño y un cargo de acicalamiento. El equipo permaneció en la zona de descenso durante gran parte del resto de la temporada 2015-16, antes de aumentar sus posibilidades de supervivencia al vencer al Norwich City por 3-0 en Carrow Road el 16 de abril, cortando la brecha con el Norwich, que ocupa el puesto N°17, a solo un punto. Allardyce llevó con éxito al Sunderland a la seguridad del descenso después de vencer al Everton por 3-0 el 11 de mayo, un resultado que también aseguró el descenso de sus rivales (y uno de sus antiguos clubes), el Newcastle United. Allardyce recibió elogios de algunos expertos por su gestión del Sunderland, particularmente por su enfoque organizado y su énfasis en una defensa fuerte.

#### Selección inglesa
El 22 de julio de 2016, fue nombrado nuevo seleccionador de Inglaterra. Ganó su primer y único partido a cargo el 4 de septiembre, ya que un gol de Adam Lallana en el tiempo de descuento fue suficiente para vencer a Eslovaquia en el día inaugural de la clasificación para la Copa Mundial de la FIFA 2018. El 27 de septiembre de 2016, tras solo 2 meses en el cargo y un único partido oficial, fue despedido al salir a la luz su presunta implicación en el cobro de comisiones ilegales por fichajes de futbolistas.

#### Crystal Palace

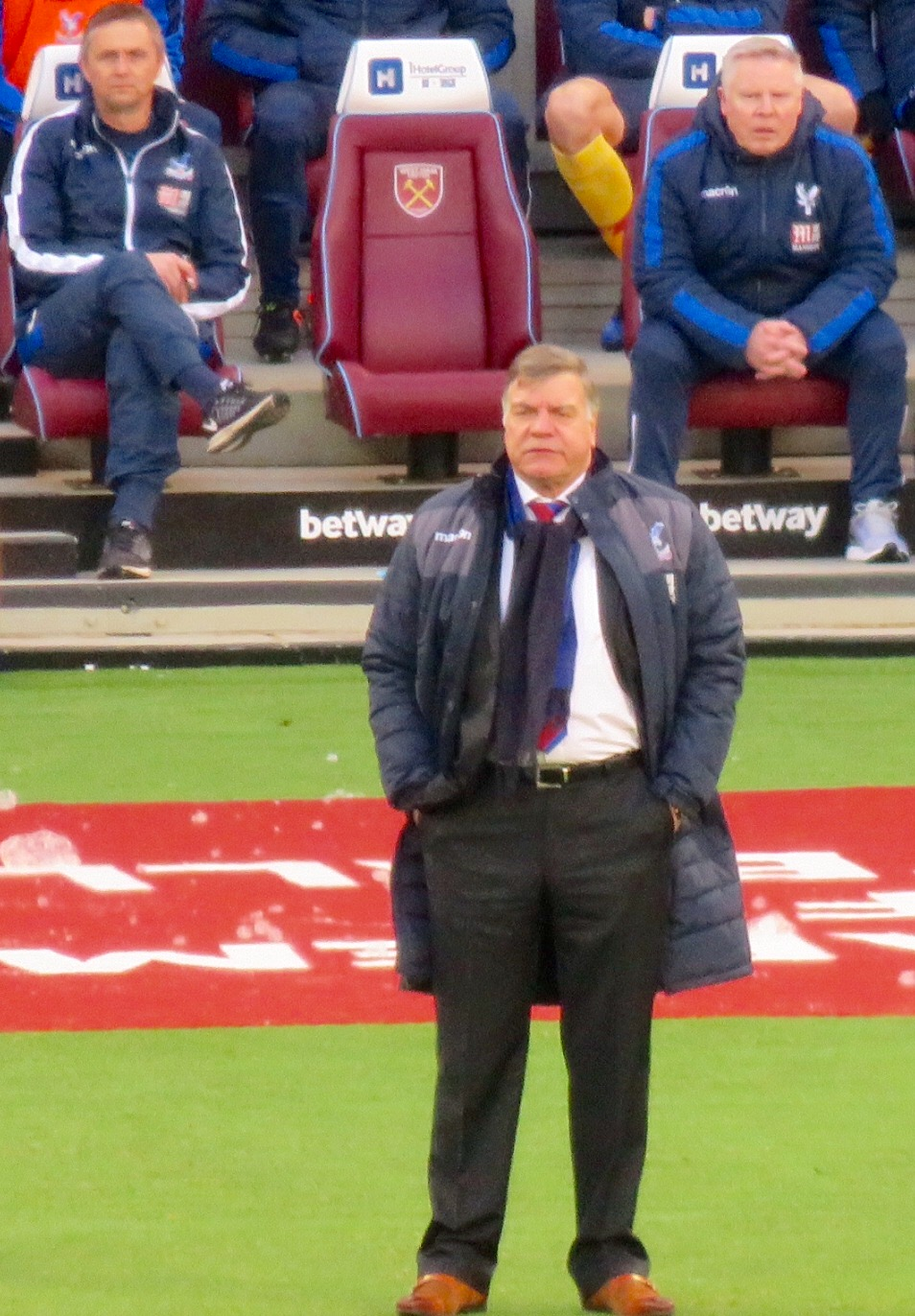
Allardyce como entrenador del Crystal Palace

El 23 de diciembre de 2016, se incorporó al Crystal Palace en sustitución de Alan Pardew, firmando un contrato por dos años y medio. Le tomó cinco partidos encontrar el camino de la victoria, pero a partir de entonces obtuvo ocho triunfos en 15 partidos, obteniendo finalmente la 14.ª posición en la Premier League, con 41 puntos. Allardyce anunció inesperadamente su salida del club el 23 de mayo de 2017, diciendo que no tenía intención de buscar otro trabajo, en lo que se interpretó como un anuncio de jubilación. Sin embargo, el 19 de julio de 2017, Allardyce aclaró que estaría abierto a un puesto de dirección internacional, pero no a otro puesto en el club.

#### Everton
A pesar de haber anunciado previamente su retiro de la dirección del club, el 30 de noviembre de 2017, Allardyce fue nombrado entrenador del Everton con un contrato de 18 meses. En aquella fecha, los Toffees ocupaban la 13.ª posición tras 15 jornadas de la Premier League, aunque bajo su ala lograron escalar a la 9.ª plaza al término de la primera vuelta del torneo. El club terminó la temporada en octava posición, pero los fanáticos no estaban satisfechos con el estilo de juego. Mientras estuvo bajo la dirección de Allardyce, el equipo ocupó el puesto N°20 en tiros totales, 19 en tiros totales al arco, 16 en precisión de pase y 17 en tiros afrontados en la Premier League. Finalmente, dejó el club el 16 de mayo de 2018.

#### West Bromwich Albion
El 16 de diciembre de 2020, Allardyce fue nombrado entrenador del West Bromwich Albion con un contrato de 18 meses después de que Slaven Bilić fuera despedido con el club en el puesto N°19 en la tabla de la Premier League. El equipo tardó hasta su sexto encuentro a cargo en registrar una victoria, cuando ganó 3-2 a domicilio a los rivales del derbi de Black Country, Wolverhampton Wanderers.
En enero de 2021, Allardyce dijo tres transferencias para West Bromwich Albion  había fracasado ya que, tras el Brexit, los jugadores no habrían podido obtener un permiso de trabajo. En el mismo mes, se informó que Allardyce no pudo obtener los refuerzos esperados. Había querido fichar a otros dos jugadores antes de que cerrara la ventana de fichajes. A pesar de obtener algunos resultados notables, como una memorable victoria a domicilio por 5-2 ante el Chelsea, no pudo mantener al West Brom en la Premier League, ya que descendieron al Championship el 9 de mayo tras una derrota por 3-1 como visitante ante el Arsenal. Esto marcó el primer descenso de Allardyce de la Premier League en su carrera. El 19 de mayo, luego de una derrota por 3-1 ante el West Ham United, Allardyce confirmó que dejaría el cargo de entrenador al final de la temporada 2020-21, a pesar de que el club manifestó su deseo de que continuara como entrenador la próxima temporada.

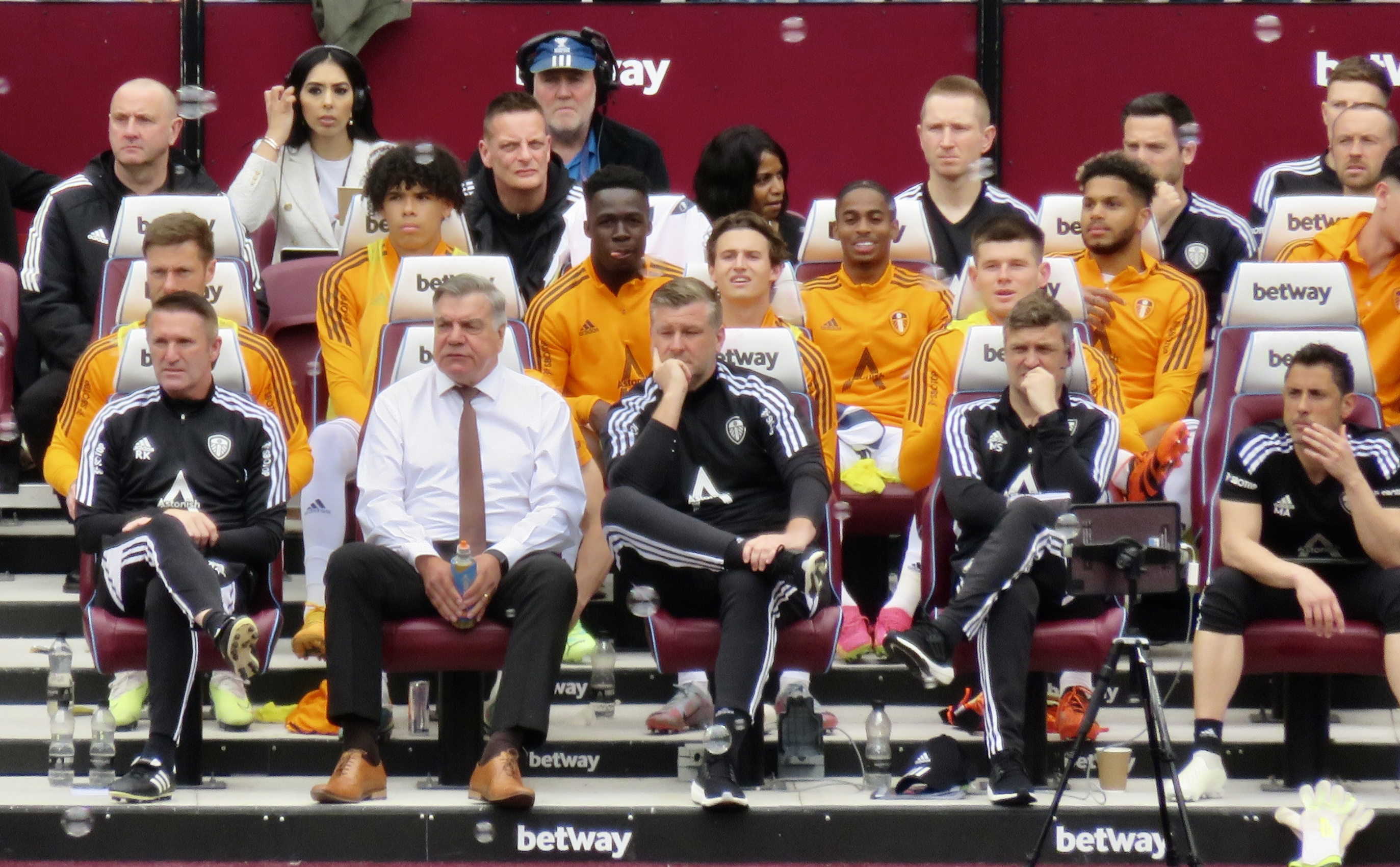
Allardyce como entrenador del Leeds United

#### Leeds United
El 3 de mayo de 2023, Allardyce fue nombrado entrenador del Leeds United tras el despido de Javi Gracia. Cuando asumió el cargo, el equipo se encontraba fuera de la zona de descenso de la Premier League por diferencia de goles con cuatro juegos por jugar de la temporada 2022-23. En su primer partido a cargo el 6 de mayo, perdió 2-1 ante el Manchester City. El Leeds empató su siguiente partido contra el Newcastle United, pero perdió los dos últimos partidos de la temporada, 3-1 ante el West Ham y 4-1 en casa ante el Tottenham Hotspur. Leeds terminó en el puesto N°19 en la Premier League y descendió al Championship. El 2 de junio de 2023, tras el descenso del club, el club anunció que Allardyce se había ido de mutuo acuerdo.

## Controversias
El 19 de septiembre de 2006, Allardyce y su hijo Craig, se vieron implicados en el documental Panorama de la BBC por haber recibido sobornos de agentes por fichar a ciertos jugadores. Dos agentes, Teni Yerima y Peter Harrison, fueron filmados en secreto, cada uno declarando por separado que le habían pagado a Allardyce a través de su hijo. Allardyce negó haber tomado o pedido sobornos.
El en ese entonces entrenador del Bolton se vio implicado en una denuncia sobre el mercado de transferencias del fútbol. El programa Undercover: Football's Dirty Secrets se emitió la misma noche en la que Bolton derrotó a Walsall 3-1 en la Football League Cup, por lo que no pudo verlo en vivo. Como resultado de esta alegación, Allardyce se negó a hablar con la BBC. Aunque también había indicado que demandaría al canal para poder limpiar su nombre, Allardyce no inició los procesos legales, dejando así que el periodo de un año necesario para las mismas expire.
El reporte final de la Investigación Stevens publicado en junio de 2007 expresó su preocupación por la participación de Craig Allardyce en varias transacciones. «Esta investigación continúa preocupada por el conflicto de intereses que cree existió entre Craig Allaryce, su padre Sam Allardyce -el entrenador del Bolton- y el mismo club.»
En enero de 2013, Allardyce recibió una cantidad «sustancial» en concepto de daños, aunque no se hizo pública, por parte del entrenador del Blackburn Rovers Steve Kean. En 2011, Kean había sido grabado en un bar en Hong Kong alegando falsamente que Allardyce había sido despedido de su puesto como entrenador en Blackburn Rovers por ser un maleante.
En febrero de 2014, Daniel Taylor, el redactor principal de fútbol para The Guardian y The Observer, escribió que el futbolista del West Ham y futuro internacional con Inglaterra, Ravel Morrison, se había visto «fuertemente presionado» por parte de Allardyce para que firmase contrato con el agente de futbolistas Mark Curtis, quien representa al mismo Allardyce y a un número de otros jugadores del West Ham como Kevin Nolan, James Tomkins, Jack Collison, Matt Jarvis, Andy Carroll y Jussi Jääskeläinen. El agente Curtis había sido acusado y más tarde exculpado por la Football Association durante la investigación sobre los traspasos ilegales de Luton Twon en 2008.
Curtis respondió a las alegaciones diciendo que no tenían sentido, mientras que Allardyce dijo que Morrison se había quejado de «una lesión en la ingle» cuando el equipo médico del club no encontró «ningún problema», e hizo alusión a los "problemas disciplinarios del pasado" del jugador. Morrison al final fue cedido en préstamo al Queens Park Rangers del Football League Championship por el resto de la temporada 2013–14.

## Clubes

### Como jugador
| Club                 | País           | Año       |
| -------------------- | -------------- | --------- |
| Bolton Wanderers     | Inglaterra     | 1973-1980 |
| Sunderland           | Inglaterra     | 1980-1981 |
| Tampa Bay Rowdies    | Estados Unidos | 1983      |
| Coventry City        | Inglaterra     | 1983-1984 |
| Huddersfield Town    | Inglaterra     | 1984-1985 |
| Bolton Wanderers     | Inglaterra     | 1985-1986 |
| Preston North End    | Inglaterra     | 1986-1989 |
| West Bromwich Albion | Inglaterra     | 1989-1991 |
| Limerick             | Irlanda        | 1991-1992 |
| Preston North End    | Inglaterra     | 1992-1993 |

### Como entrenador
| Club                 | País       | Año       | PJ   | PG  | PE  | PP  | Efectividad |
| -------------------- | ---------- | --------- | ---- | --- | --- | --- | ----------- |
| Limerick             | Irlanda    | 1991-1992 | 27   | 14  | 10  | 3   | 64.2%       |
| Preston North End    | Inglaterra | 1992      | 12   | 3   | 4   | 5   | 36.11%      |
| Blackpool            | Inglaterra | 1994-1996 | 102  | 44  | 23  | 35  | 50.66%      |
| Notts County         | Inglaterra | 1997-1999 | 145  | 56  | 39  | 50  | 47.59%      |
| Bolton Wanderers     | Inglaterra | 1999-2007 | 371  | 153 | 104 | 114 | 50.58%      |
| Newcastle United     | Inglaterra | 2007-2008 | 24   | 8   | 6   | 10  | 41.66%      |
| Blackburn Rovers     | Inglaterra | 2008-2010 | 90   | 32  | 24  | 34  | 44.45%      |
| West Ham United      | Inglaterra | 2011-2015 | 181  | 68  | 46  | 67  | 46.04%      |
| Sunderland           | Inglaterra | 2015-2016 | 31   | 9   | 9   | 13  | 38.71%      |
| Selección Nacional   | Inglaterra | 2016      | 1    | 1   | 0   | 0   | 100%        |
| Crystal Palace       | Inglaterra | 2016-2017 | 24   | 9   | 3   | 12  | 41.67%      |
| Everton              | Inglaterra | 2017-2018 | 26   | 10  | 7   | 9   | 47.43%      |
| West Bromwich Albion | Inglaterra | 2020-2021 | 26   | 4   | 8   | 14  | 25.64%      |
| Leeds United         | Inglaterra | 2023      | 4    | 0   | 1   | 3   | 8.33%       |
| Total                | Total      | Total     | 1064 | 411 | 284 | 369 | 47.53%      |

## Palmarés

### Jugador
Bolton Wanderers
- Football League Second Division (1): 1977-78

### Entrenador
Limerick
- Primera División de Irlanda (1): 1991-92

Notts County
- Football League Third Division (1): 1997–98

Bolton Wanderers
- Play-offs del Football League First Division  (1): 2001

West Ham United
- Play-offs del Football League Championship  (1): 2012

### Individual
- Entrenador del Mes de la Premier League (5): agosto de 2001,[112] noviembre de 2003,[113] enero de 2004,[114] diciembre de 2006,[115] febrero de 2014.[116]